# 张继先
張繼先（1966年—），女，主任醫師、教授，中國共產黨黨員，1989年7月毕业于湖北医科大学（今武汉大学医学部）临床医学专业，现任湖北省中西医结合医院呼吸内科主任。

## 生平

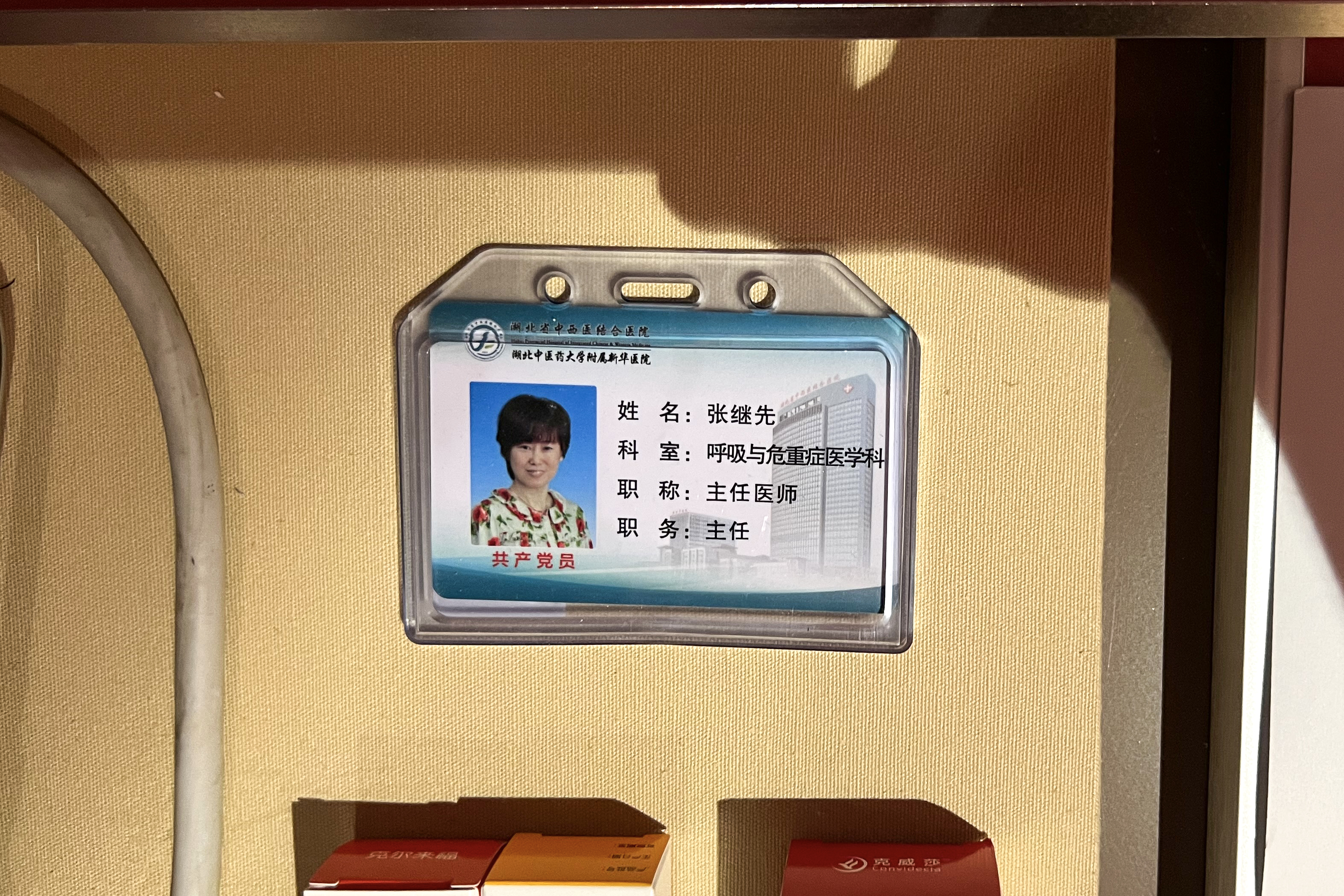
张继先2020年在湖北省中西医结合医院的工作证，现藏于中国共产党历史展览馆

张继先1985年考入湖北医学院（现为武汉大学医学部），1989年7月临床医学专业毕业，参加工作。2003年非典疫情時，已从事临床工作14年的張繼先曾任江漢區專家組成員，在這段時間產生較强的疾病防範意識，2005年成为湖北省中西医结合医院呼吸内科副主任，2009年呼吸科和消化内科分离后转为呼吸内科主任。
在2019冠狀病毒病疫情中，12月26日發現不明原因异常肺炎，12月27日把情況向湖北省中西醫結合醫院上報，醫院之後上報到武漢市江漢區疾控中心，之后二度上报28、29日收治的类似病例，其接诊的6个病人的肺泡灌洗液标本于12月31日检出一种新型的冠状病毒。2020年2月6日，张继先受到武汉市人力资源和社会保障局、湖北省人力资源和社会保障厅、湖北省卫生健康委员会嘉獎，新華社評論張繼先“是医院救治一线的‘带头人’”。同年11月，张继先被评为全国先进工作者。